# アルファロメオ・GTV
アルファロメオ・GTV（Alfa Romeo GTV ）は、イタリアの自動車会社アルファロメオが製造したクーペ型の乗用車。アルフェッタGTV以来、長い間途絶えていたアルファ伝統の車名を復活させたスポーツクーペである。

## 概要
1994年のモンディアル・ド・ロトモビルで正式発表。日本国内には1996年から導入された。フィアット・ティーポ等と同じ「ティーポ2」のプラットフォームをベースとした横置きエンジンの前輪駆動車である。
外装デザインはイタリアの代表的カロッツェリアの一つ、ピニンファリーナに在籍していたエンリコ・フミアの手による。ウェッジシェイプの低いフロントノーズとキックアップした高いテールを結ぶ、フロントフェンダー下部からリアトランクに至る大胆な斜めのキャラクターラインが大きな特徴。プロジェクターランプを用いた丸目4灯のヘッドライトは、同時期のホンダ・インテグラにも近似したフロントフェイスを形成している。
ボディサイズは全長4,290mm、全幅1,780mm、全高1,315mmで、ホイールベースは2,540mm。サスペンションはフロントが155サルーンベースのマクファーソン・ストラットであるが、リアはこのモデル用として新たに開発されたマルチリンクとなっている。
GTVはGran Tourismo Veloce（速いGTカー）の略で、アルファロメオ伝統のネームである。
2006年、販売終了。

## フェーズ1
(以下は日本国内向けモデルを記載)

### 1996年モデル
2.0リットルV6ターボ 12V (1,996cc、200PS/6,000rpm）、左ハンドル、5速MTの単独グレードで日本国内発売。

### 1997年モデル
1997年6月にエンジンが自然吸気3.0リットルV6 24V（2,958cc、220PS/6,300rpm）となり、これに伴いフロントブレーキがブレンボ製4ポットタイプにアップグレードされた。

また、アルミホイールのデザインも一新され、インテリアではステアリングが4本スポークタイプから3本スポークタイプとなった。

なお、ハンドル位置は左のままでギヤボックスも5速MTと変更は無い。

## フェーズ2

### 1998年モデル
1998年10月に比較的大きな仕様変更が実施された。

センターコンソールがシルバー仕上げのフラットなパネルに変更され、ベンチレーションの吹き出し口やコントロールダイヤル類もデザインが変わった。

エアコンはそれまでのマニュアルタイプからオートエアコンとなり、ギヤボックスは6MTが搭載された。

これに伴い、日本国内モデルは右ハンドル仕様に変更された。
また基本的にエンジンは同じ3.0リッターV6ながら（実際エンジン型式もフェーズ1から変わっていない）、スロットルバルブがワイヤー式からモータ駆動となり燃料供給系統や冷却系統も見直されるなど、各部に細かい改良が施された。

### 2001年モデル
2001年9月よりEURO3の排気ガス対策に対応した仕様となり、最高出力=220PS→218PS/6,300rpm 最大トルク=27.5kgm→27.0kgm/5,000 rpmと僅かにデチューンされた。

## フェーズ3

### 2003年モデル
2003年7月、再び大きな変更を受けフロントグリルのデザインが一新された。
アルファロメオの盾、つまりグリルの部分が縦方向に大きく拡大され、フロントのナンバープレートは左側にオフセットしてマウントされた。（これもピニンファリーナによりデザインされたが、エンリコフミアではない）
エンジンは3.2リットルに拡大され（V6 24V 3,179cc、240PS/6,200rpm）、ハンドル位置は再び左となった。また後にGTVとしては初めて2リットルTSエンジンモデルが国内導入され、3.2リットルV6と2リットルTSの二本立てで2006年4月まで販売された。
なお、本国イタリアでは1.8リットルTSや3.0リットルV6 12V、最終モデルでは2.0リットルJTSエンジン等のモデルも存在したが、日本向けモデルには導入されていない。

## エンジン
（日本仕様）
| モデル     | エンジン                        | 排気量  | ボアxストローク | 圧縮比 | 最高出力                    | 最大トルク                                                               | エンジン型式 | 日本国内発売時期 |
| ---------- | ------------------------------- | ------- | --------------- | ------ | --------------------------- | ------------------------------------------------------------------------ | ------------ | ---------------- |
| 2.0 V6 TB  | V型6気筒SOHC+ターボチャージャー | 1996 cc | 80.0x66.2mm     | 8.0:1  | 202 PS (148 kW) / 6,000 rpm | 27.6 kg⋅m (271 N⋅m) / 2,400 rpm (28.5 kg⋅m (279 N⋅m) オーバーブースト時) | AR 16202     | 1997年6月        |
| 3.0 V6 24V | V型6気筒DOHC                    | 2959 cc | 93.0x72.6mm     | 10.0:1 | 220 PS (162 kW) / 6,300 rpm | 27.5 kg⋅m (270 N⋅m) / 5,000 rpm                                          | AR 16102     | 1997年6月        |
| 3.0 V6 24V | V型6気筒DOHC                    | 2959 cc | 93.0x72.6mm     | 10.0:1 | 218 PS (160 kW) / 6,300 rpm | 27.0 kg⋅m (265 N⋅m) / 5,000 rpm                                          | AR 16105     | 2001年9月        |
| 3.2 V6 24V | V型6気筒DOHC                    | 3179 cc | 93.0x78.0mm     | 10.5:1 | 240 PS (176 kW) / 6,200 rpm | 29.4 kg⋅m (288 N⋅m) / 4,800 rpm                                          | 936A6000     | 2003年7月        |
| 2.0 TS     | 直列4気筒DOHC                   | 1970 cc | 83.0x91.0mm     | 10.0:1 | 150 PS (110 kW) / 6,300 rpm | 18.4 kg⋅m (180 N⋅m) / 3,800 rpm                                          | AR 32310     | 2004年7月        |